# 鄭観応
鄭 観応（てい かんおう）は、中国清末民初の思想家・実業家。もとの名は官応。字は正翔、号は陶斎・羅浮偫鶴山人・慕雍山人・杞憂生など。広東省広州府香山県の出身。洋務運動期の清の近代企業設立や経営に携わった。

## 生涯
読書人の父から教育を受け童試を受けるが失敗し、父から上海に行き商売を学ぶように命じられる。1860年、イギリス資本のデント商会で働き、英語を学んで西洋の政治と経済について理解を深めた。1874年、スワイヤー・グループが太古輪船公司を設立するのに関わった。1880年に『易言』を著し、西洋から商業を学び、立憲君主制を採用するように提言した。同年、直隷総督李鴻章から上海機器職布局と上海電報局の総裁に任命される。1883年には輪船招商局の総裁に昇進したが、翌年に辞任した。辞任後はマカオに閑居して『易言』の改訂に専念し、その成果は後に『盛世危言』としてまとめられている。1891年に開平鉱務局総裁に起用され、翌年には再び輪船招商局総裁となった。中華民国成立後は、教育事業に力を注いだ。

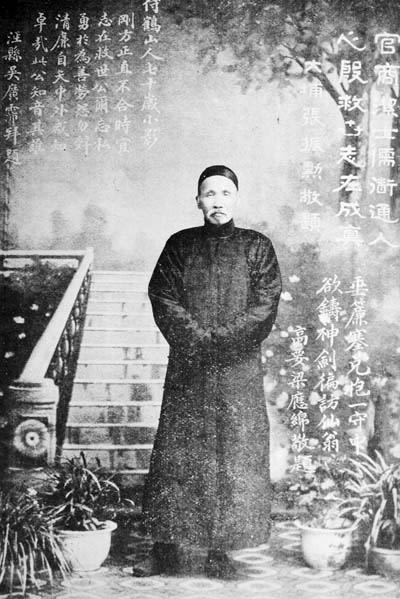
鄭観応（70歳）

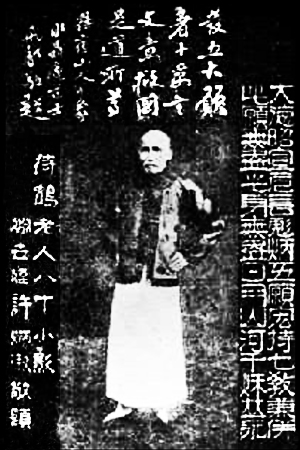
鄭観応（80歳）